# Smile Kid
Smile Kid är We the Kings andra studioalbum som släpptes 8 december 2009. Albumtiteln plockades fram från låttexten till låten Story of Your Life som finns med på albumet. Innan albumet släpptes meddelades det att den första singeln från albumet skulle vara Heaven Can Wait som september 2009 nådde 18:e plats på Billboards Heatseeker Songs och 32:e plats på Pop Songs lista.[källa behövs] Skådespelerskan och popstjärnan Demi Lovato medverkar på låten We'll Be A Dream, som släpptes som albumets andra singel, och även i låtens musikvideo. Musikvideor har även skapats till låtarna Heaven Can Wait samt We'll Be A Dream.

## Låtlista
All musik och texter är gjorda av sångaren Travis Clark, förutom låtar 2-4 och 7. Musik av Clark, Sam Hollander och Dave Katz.

1. She Takes Me High
2. Promise the Stars
3. Heaven Can Wait
4. Story of Your Life
5. Rain Falls Down
6. Summer Love
7. In-n-Out (Animal Style)
8. Spin
9. Anna Maria (All We Need)
10. We'll Be A Dream (feat. Demi Lovato)
11. What You Do To Me

Deluxe Edition:

1. Heaven Can Wait (Akustisk)
2. She Takes Me High (Akustisk)